# Stasimopus malesociatus
Espèce
Stasimopus malesociatus est une espèce d'araignées mygalomorphes de la famille des Stasimopidae.

## Distribution
Cette espèce est endémique du Cap-du-Nord en Afrique du Sud,. Elle se rencontre vers Victoria West.

## Habitat
Cette espèce se rencontre dans le désert du Karoo.

## Description
Le mâle holotype mesure 9,09 mm.

## Systématique et taxinomie
Cette espèce a été décrite par Brandt, Sole et Lyle en 2023.

## Publication originale
- Brandt, Sole & Lyle, 2023 : « An integrative taxonomy of the genus Stasimopus Simon 1892 (Araneae: Mygalomorphae) of the Karoo with the description of nine new species and a Stasimopus maraisi Hewitt 1914 male. » Zootaxa, no 5341(1), p. 1-60.